# Ridsport vid olympiska sommarspelen 1936
Ridsport vid olympiska sommarspelen 1936 arrangerades mellan 12 augusti och 16 augusti i Berlin. 133 deltagare från 21 nationer gjorde upp om medaljerna i de sex grenarna.

## Medaljtabell
| Pl. | Nation         | Guld | Silver | Brons | Totalt |
| --- | -------------- | ---- | ------ | ----- | ------ |
| 1   | Tyskland       | 6    | 1      | 0     | 7      |
| 2   | Frankrike      | 0    | 1      | 0     | 1      |
| 2   | Nederländerna  | 0    | 1      | 0     | 1      |
| 2   | Polen          | 0    | 1      | 0     | 1      |
| 2   | Rumänien       | 0    | 1      | 0     | 1      |
| 2   | USA            | 0    | 1      | 0     | 1      |
| 7   | Österrike      | 0    | 0      | 1     | 1      |
| 7   | Danmark        | 0    | 0      | 1     | 1      |
| 7   | Storbritannien | 0    | 0      | 1     | 1      |
| 7   | Ungern         | 0    | 0      | 1     | 1      |
| 7   | Portugal       | 0    | 0      | 1     | 1      |
| 7   | Sverige        | 0    | 0      | 1     | 1      |

## Medaljsammanfattning

### Dressyr
| Gren                            | Guld                                                                   | Guld                                                                   | Silver                                                      | Silver                                                      | Brons                                                      | Brons                                                      |
| ------------------------------- | ---------------------------------------------------------------------- | ---------------------------------------------------------------------- | ----------------------------------------------------------- | ----------------------------------------------------------- | ---------------------------------------------------------- | ---------------------------------------------------------- |
| Individuell dressyr detaljer    | Heinz Pollay Tyskland                                                  | Heinz Pollay Tyskland                                                  | Friedrich Gerhard Tyskland                                  | Friedrich Gerhard Tyskland                                  | Alois Podhajsky Österrike                                  | Alois Podhajsky Österrike                                  |
| Lagtävlingen i dressyr detaljer | Tyskland Hermann von Oppeln-Bronikowski Heinz Pollay Friedrich Gerhard | Tyskland Hermann von Oppeln-Bronikowski Heinz Pollay Friedrich Gerhard | Frankrike André Jousseaume Gérard De Balorre Daniel Gillois | Frankrike André Jousseaume Gérard De Balorre Daniel Gillois | Sverige Gregor Adlercreutz Sven Colliander Folke Sandström | Sverige Gregor Adlercreutz Sven Colliander Folke Sandström |

### Fälttävlan
| Gren                               | Guld                                                              | Guld                                                              | Silver                                                   | Silver                                                   | Brons                                                         | Brons                                                         |
| ---------------------------------- | ----------------------------------------------------------------- | ----------------------------------------------------------------- | -------------------------------------------------------- | -------------------------------------------------------- | ------------------------------------------------------------- | ------------------------------------------------------------- |
| Individuell fälttävlan detaljer    | Ludwig Stubbendorff Tyskland                                      | Ludwig Stubbendorff Tyskland                                      | Earl Foster Thomson USA                                  | Earl Foster Thomson USA                                  | Hans Lunding Danmark                                          | Hans Lunding Danmark                                          |
| Lagtävlingen i fälttävlan detaljer | Tyskland Ludwig Stubbendorff Rudolf Lippert Konrad von Wangenheim | Tyskland Ludwig Stubbendorff Rudolf Lippert Konrad von Wangenheim | Polen Henryk Rojcewicz Stanislaw Kawecki Severyn Kulesza | Polen Henryk Rojcewicz Stanislaw Kawecki Severyn Kulesza | Storbritannien Alec Scott Edward Howard-Vyse Richard Fanshawe | Storbritannien Alec Scott Edward Howard-Vyse Richard Fanshawe |

### Hoppning
| Gren                             | Guld                                                 | Guld                                                 | Silver                                                               | Silver                                                               | Brons                                                      | Brons                                                      |
| -------------------------------- | ---------------------------------------------------- | ---------------------------------------------------- | -------------------------------------------------------------------- | -------------------------------------------------------------------- | ---------------------------------------------------------- | ---------------------------------------------------------- |
| Individuell hoppning detaljer    | Kurt Hasse Tyskland                                  | Kurt Hasse Tyskland                                  | Henri Rang Rumänien                                                  | Henri Rang Rumänien                                                  | Jozsef von Platthy Ungern                                  | Jozsef von Platthy Ungern                                  |
| Lagtävlingen i hoppning detaljer | Tyskland Kurt Hasse Marten von Barnekow Heinz Brandt | Tyskland Kurt Hasse Marten von Barnekow Heinz Brandt | Nederländerna Johan J. Greter Jan A. de Bruine Henri L.M. van Schaik | Nederländerna Johan J. Greter Jan A. de Bruine Henri L.M. van Schaik | Portugal José Beltrao Marquez de Funchal Luis Mena e Silva | Portugal José Beltrao Marquez de Funchal Luis Mena e Silva |

Denna tabell: visa • redigera

## Fotnoter
1. 1 2 3  ”1936 The Sport”. FEI History Hub. FEI. http://history.fei.org/node/31. Läst 29 december 2014.
2. 1 2 3 4 5 6  ”Results”. FEI. http://history.fei.org/node/32. Läst 21 december 2014.